# Camp King
Das Camp King (auch 7707th European Command Intelligence Center oder U.S. Military Intelligence Service Center at Oberursel) war ein Militärstützpunkt der United States Army in Oberursel (Taunus). Davor war es ein Kriegsgefangenenlager der Luftwaffe des Dritten Reiches. Heute befindet sich auf dem 15 Hektar großen Areal ein Wohngebiet.

## Geschichte
Ende der 1930er Jahre entstand auf dem nördlichen Teil des Geländes der so genannte Reichssiedlungshof. Einige Gebäude wurden 1938 im Rahmen der 1. Deutschen Bau- und Siedlungsausstellung in Frankfurt am Main errichtet und anschließend in Oberursel wieder aufgebaut. Die 21 Wohn- und Wirtschaftsgebäude dienten der Universität Frankfurt als Reichssiedlungsschule. Die heute noch vollständig erhaltenen Gebäude stehen mittlerweile unter Denkmalschutz.
Ab 1939 wurde das Gelände von der deutschen Luftwaffe als Durchgangslager für Kriegsgefangene und insbesondere zur Vernehmung britischer und amerikanischer Piloten genutzt. Insgesamt wurden im Dulag Luft, wie das Gelände damals genannt wurde, etwa 40.000 Verhöre durchgeführt. In dieser Zeit entstanden auf dem südlichen Teil des Geländes zahlreiche Baracken.

### Nach Kriegsende 1945
Nach dem Kriegsende 1945 wurde das Areal zunächst als Kriegsgefangenenlager und Interrogation Center (Verhörzentrum) für hochrangige Nationalsozialisten, Geheimdienstleute und Militärs wie General Gehlen, Hermann Baun, Schacht, Reitsch, Gustav Hilger, Speer, Streicher, Feldmarschall Kesselring und Admiral Dönitz genutzt. Robert Kempner führte hier Vernehmungen von zahlreichen prominenten Nazis durch, deren Ergebnisse er später als Ankläger bei den Nürnberger Prozessen nutzte. Neben Kempner verbrachte auch Eugen Kogon, der bis 1945 im KZ Buchenwald inhaftiert war, einige Zeit in dem Lager. Er betätigte sich als Chronist der US-Armee und begann hier auch sein Buch Der SS-Staat. Prominente Häftlinge wurden in der Villa des beschlagnahmten Frankfurter Lehrerinnenheims (Militärbezeichnung „Haus Alaska“) gegenüber dem Camp King einquartiert. Zu ihnen gehörten auch Fritz Thyssen, bei den Nationalsozialisten in Ungnade gefallener Großindustrieller und Finanzier der NSDAP, General Adolf Heusinger, später erster Generalinspekteur der Bundeswehr, Oberst Bogislaw von Bonin, Befreier von Geiselhäftlingen aus den Händen der SS in Südtirol, und Generalleutnant Gerd von Schwerin, zuletzt Kommandeur einer Panzerdivision im Westen. In langen Gesprächen und schriftlich konzipierten sie bereits die Grundlagen für eine westliche Streitmacht mit deutscher Beteiligung zur Abwehr denkbarer Angriffe aus dem sowjetischen Machtbereich.
Um Erkenntnisse über die Organisationsstrukturen der Nazis sowie über die Sowjetunion zu gewinnen, wurden ca. 200 inhaftierte ehemalige Mitarbeiter der Schutzstaffel, des Sicherheitsdienstes und der Reichsabwehr beauftragt, schriftliche Aufzeichnungen anzufertigen. Zu diesem Zweck wurden die Autoren in vielen Fällen stillschweigend freigelassen und auf die Gehaltsliste des britischen oder amerikanischen Geheimdienstes gesetzt. 1947 gelang dem früheren Befehlshaber der Sicherheitspolizei in Italien Friedrich Engel die Flucht aus dem Lager.

### Ursprung des Namens
Am 19. September 1946 wurde das Lager nach dem bei der Invasion der Alliierten in Frankreich am 22. Juni 1944 gefallenen Colonel Charles B. King benannt, einem hochrangigen Nachrichtendienst-Offizier (Assistant Chief of Staff) des VII Corps der U.S. Army. Geleitet wurde Camp King zunächst durch Colonel William R Philp, später durch Colonel Roy M. Thoroughman. Im gleichen Jahr begann die Nutzung durch den US-amerikanischen Geheimdienst Office of Strategic Services (OSS). Unter seiner Obhut war hier auch die Organisation Gehlen, ein Vorläufer des Bundesnachrichtendienstes, tätig. Deren Leiter, General Reinhard Gehlen, war seit dem Juli 1946 in Camp King mit dem Aufbau seiner Nachrichtendienst-Organisation betraut, welche am 1. April 1956 als Bundesnachrichtendienst (BND) von der Bundesrepublik Deutschland übernommen wurde.
Während der Nutzung durch OSS, CIA und US-Army entstand auf dem Gelände eine weitgehend autonome Siedlung für etwa 500 Menschen, inklusive Einkaufszentrum, Kino, Sporthalle und Kapelle. Seit 1986 erinnert ein Denkmal auf dem Gelände, unterhalb des Offizierskasinos "Taunus Mountain Lodge" an Colonel Charles B. King.

## Außenstellen
Neben dem schon erwähnten Haus Alaska wurden weitere Einrichtungen in der Nähe vom Camp King aus benutzt:
- Schloss Kransberg
- das Opel-Jagdhaus am Weihergrund von Anspach[5]
- die Klinik Hohe Mark diente als Lazarett.

## Abzug 1993 und Aktuelles
1993 verließ das amerikanische Militär das Camp King und das Gelände fiel in den Besitz der Bundesrepublik Deutschland. Im Mai 1998 wurde das Areal von der Stadtentwicklungs- und Wirtschaftsförderungsgesellschaft mbH Oberursel (Taunus) erworben, um dort ein Wohngebiet für etwa 1.200 Menschen zu entwickeln. Im Jahr 2006 wurde das Wohngebiet fertiggestellt. Die Bebauung besteht in erster Linie aus größeren Gebäuden mit mehreren Eigentumswohnungen sowie aus Reihenhäusern.